# Оношево
Оношево — деревня в Шекснинском районе Вологодской области.
Входит в состав сельского поселения Любомировского, с точки зрения административно-территориального деления — в Любомировский сельсовет.
Расстояние по автодороге до районного центра Шексны — 26 км, до центра муниципального образования Любомирово — 15 км.
По данным переписи в 2002 году постоянного населения не было.